# 旱海子
旱海子，是一个位于中国内蒙古自治区乌兰察布市商都县三大顷乡境内的内流鹹水湖，地处三大顷乡政府驻地以北约3千米处，《中国湖泊志》在附录中将此湖记录为无名湖，水位1345.0米，湖长1.9千米，最大宽度1.2千米，平均宽0.9千米，面积1.7平方千米。
在2021年公布的商都县河湖长名录中，旱海子乡镇级湖长为三大顷乡党委副书记郎富全。在同年公布的河湖管理范围中，旱海子管理范围划界长度7.37千米，管理范围面积3.31平方千米。